# Alessandro La Marmora
Alessandro La Marmora (Alessandro Ferrero della Marmora ou Alessandro della Marmora)
(Turim, 27 de março de 1799 – Balaclava, 7 de junho de 1855), foi um general italiano.
Figura importante do ressurgimento italiano e fundador do corpo dos bersaglieri, pertencia a uma família da nobreza, os Ferrero della Marmora. Era o oitavo filho do marquês Celestino Ferrero della Marmora, capitão do regimento de Ivrea e da condessa Rafaela Argentero de Bersezio.
Em 1831, formulou a proposta para a formação de unidades militares ligeiras, sob a denominação de bersaglieri (artilheiro, atirador). Com efeito, em 1836 foram criadas companhias de infantaria especializadas em ações rápidas e eficazes, reunidas no dia 18 de junho no recém instituído corpo de bersaglieri do exército do Reino da Sardenha, por disposição do rei Carlos Alberto.
O batismo de fogo da unidade deu-se em 8 de abril de 1848, na batalha de Goito, no curso da primeira guerra de independência italiana. La Marmora foi gravemente ferido em combate.
Anos depois, assumiu o comando da segunda divisão do corpo da Crimeia, em 22 de março de 1855, falecendo em 7 de junho do mesmo ano em Balaclava, acometido de cólera.
Alessandro dedicou toda a sua vida à causa militar, não se envolvendo em atividades políticas ou negócios próprios da sociedade civil. Com sucesso, realizou o seu projeto de reforma do exército e da criação de um novo corpo especializado para atender  as necessidades da modernização militar. Além de fundador dos bersaglieri, desempenhou os cargos de Ajudante Geral do Exército e chefe do Estado Maior.

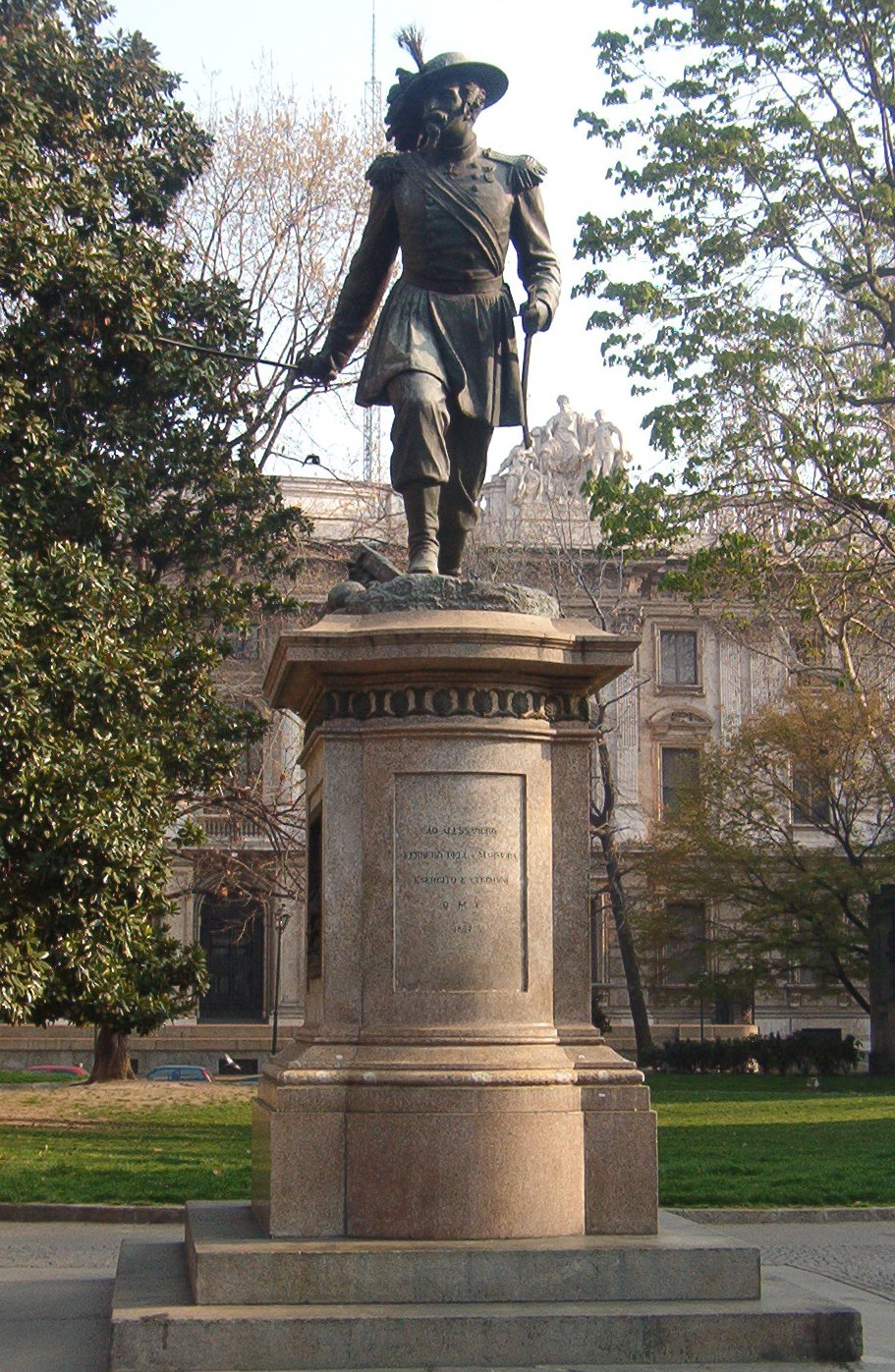
Estátua de La Marmora em Turim

## Condecorações

Cavaleiro da Grã Cruz do Reino
Medalha de Valor Militar
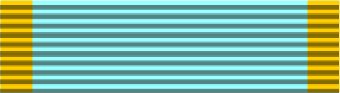
Medalha da Crimeia 1855
Ordem de São João de Jerusalém, Rodes e Malta
Cavaleiro da Ordem de São Maurício e Lázaro